# Blagoevgrad
Pour les articles homonymes, voir Blagoevgrad (homonymie).
Blagoevgrad (en bulgare : Благоевград), précédemment appelé Gorna Djoumaya (en bulgare : Горна Джумая ; en macédonien : Горна Џумаја) est une ville du Sud-Ouest de la Bulgarie, capitale de l'oblast du même nom et chef-lieu de la Macédoine du Pirin.

## Géographie

### Géographie physique
Blagoevgrad se trouve dans le sud-ouest de la Bulgarie, à 100 km au sud de la capitale Sofia, non loin de la frontière avec la Macédoine du Nord.
La ville se trouve dans la plaine fluviale de la Strouma, entre les montagnes Rila à l'est, la Vlahina à l'ouest et le Pirin au sud-est.

### Géographie humaine
| 1900  | 1985   | 1991   | 2002   | 2010   | 2020   | 2022   |
| ----- | ------ | ------ | ------ | ------ | ------ | ------ |
| 6 440 | 65 065 | 71 476 | 71 123 | 70 259 | 68 179 | 62 524 |

## Histoire
Dès l'antiquité, le bourg thrace de Skaptopara (de scepta – ville et para – marché dans le sens le plus général) se trouvait à l'emplacement de l'actuelle ville de Blagoevgrad. Selon les historiens, le nom de la ville signifie « haut marché » (en bulgare moderne : Gorni pazar). Pendant l'occupation par l'Empire ottoman, la ville prit le nom de Gorna Djumaja. De manière inexpliquée, ce nom associe le mot d'origine slave Gorna, qui signifie « Haute » et le mot d'origine arabe, repris en turc, Djumaja qui signifie « marché ». La ville a finalement été rebaptisée en 1950 d'après le nom du fondateur du parti social-démocrate bulgare, Dimitar Blagoev (en).
Les Thraces établissent, aux environs de -300, un premier bourg sur l'emplacement de la ville actuelle. Le choix du site s'explique par son positionnement stratégique sur la voie naturelle, entre la mer Égée et la plaine du Danube, que constitue le bassin fertile de la Strouma. En outre, des sources thermales chaudes (15 l/s à 57 °C) se trouvent à cet endroit.
Les Romains prennent le contrôle de la région au Ier siècle av. J.-C. et la réorganisent autour des sources thermales.
La première preuve d'existence de la ville est une stèle trouvée en 1868 (mais disparue depuis) sur laquelle les habitants se plaignent auprès de l'empereur romain Gordien III de soldats passant par la ville. Sur cette stèle le village est décrit comme un endroit attirant entouré de forêts, de champs et de sources chaudes minérales... : "des eaux chaudes, convenables non seulement pour le luxe, mais aussi pour la santé et la cure des corps..." (suivant Camelia Grantcharova, "La ville de Blagoevgrad dans les photos anciennes", 2009)
Le passage de plusieurs tribus barbares et l'arrivée des tribus slaves, au Ve siècle, entraînent le déclin de la région. On ne dispose pas, à l'heure actuelle, d'informations sur la région pendant le Haut Moyen Âge.
Après la conquête ottomane au XIVe siècle, la ville change de nom à plusieurs reprises : Douma Bazari, Douma, Orta Douma, Djoumaya, Gorna Djoumaya.

## Économie
Blagoevgrad compte une grande fabrique de cigarettes et plusieurs sociétés d'importance régionale.
La ville abrite un grand studio de la télévision nationale.

## Éducation et culture
On y trouve deux universités :
- l'université du Sud-Ouest Neofit Rilski (ou Neofit de Rila)
- l'université américaine en Bulgarie (American University in Bulgaria) ;
- une faculté technique et technologie d'électroniques et de l'information (EKTT).

On y trouve: un musée historique, un opéra, le théâtre « Nikola Vaptsarov », le groupe de danses et chansons folkloriques « Pirin », etc.
La ville a accueilli plusieurs éditions du festival musical des Francofolies depuis 1991.

## Personnalités liées à la ville
- Dimitar Berbatov (1981-), footballeur bulgare.

## Jumelage
La ville est jumelée à :
- Auburn (États-Unis)
- Prilep (Macédoine du Nord)
- Serrès (Grèce)
- Akademgorodok (Russie)
- Lund (Suède)
- Székesfehérvár (Hongrie)
- Batumi (Géorgie)
- Žilina (Slovaquie)

## Galerie

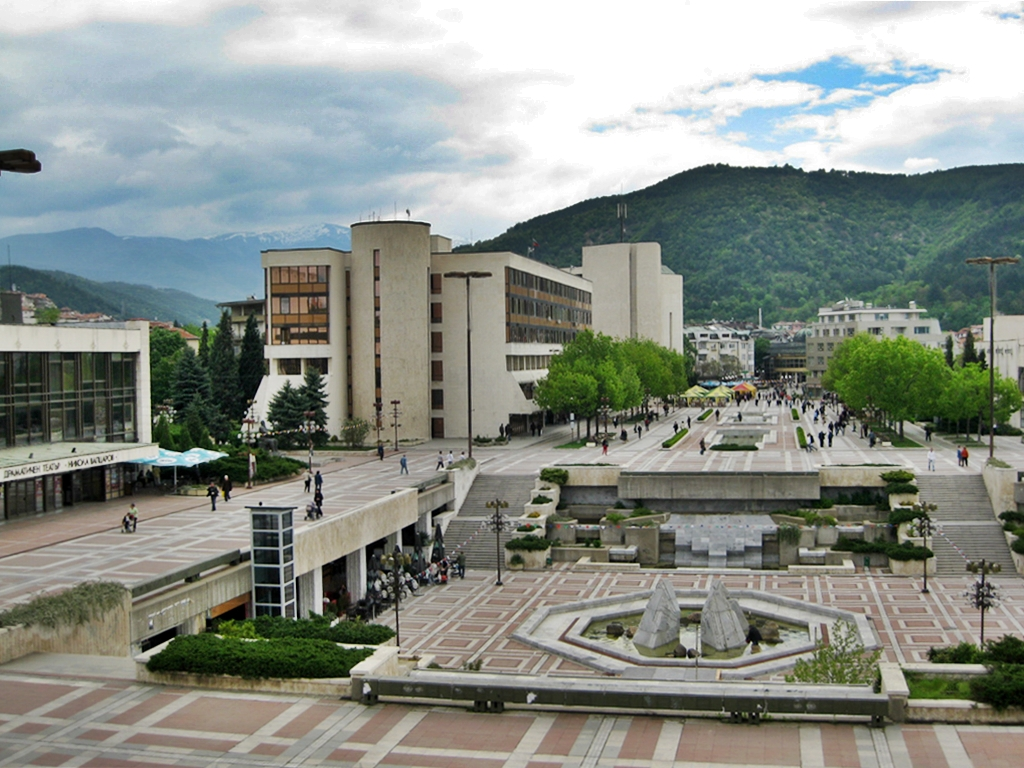
Le centre-ville.
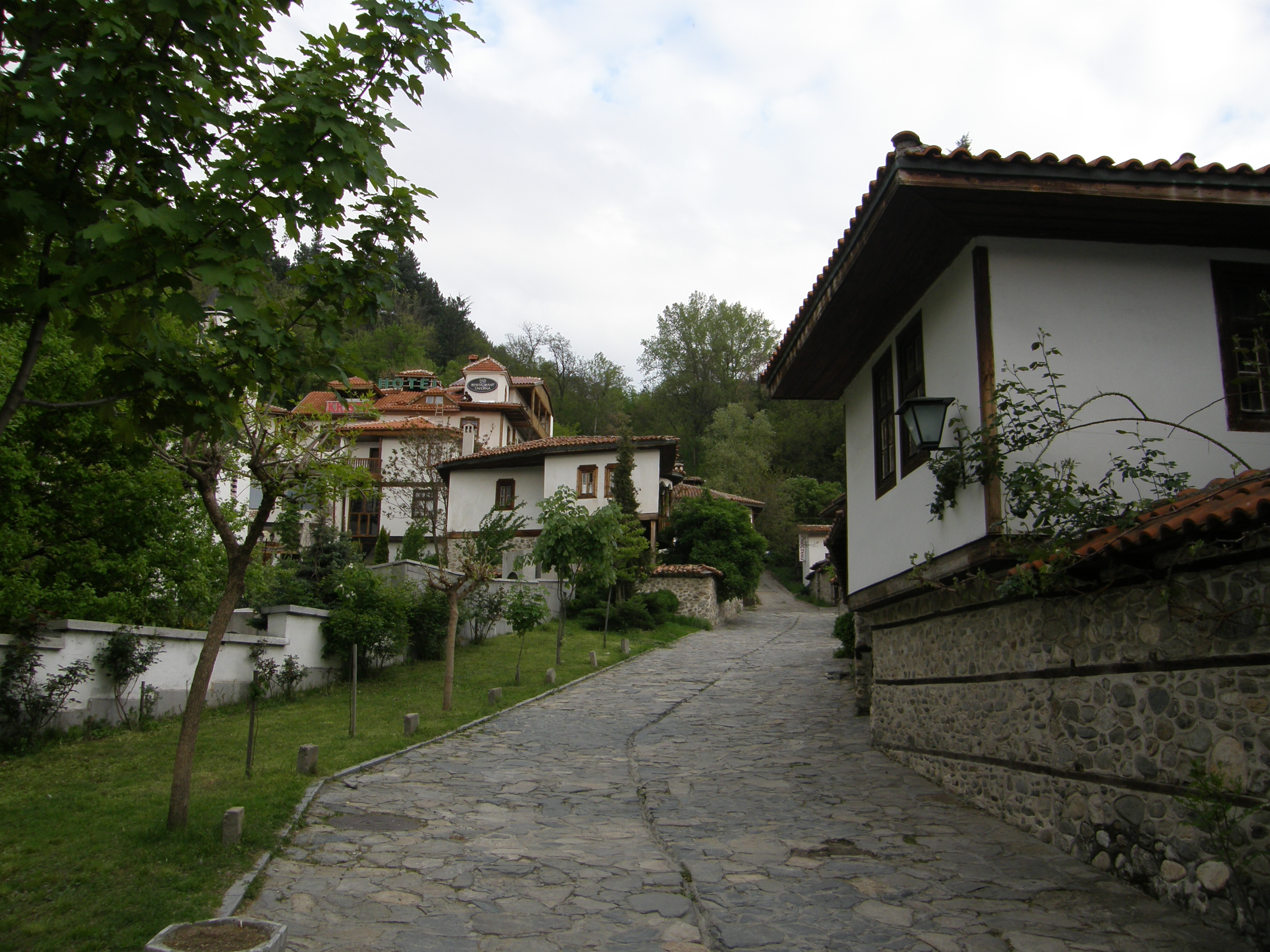
Vieilles maisons rénovées dans le quartier de Varocha.
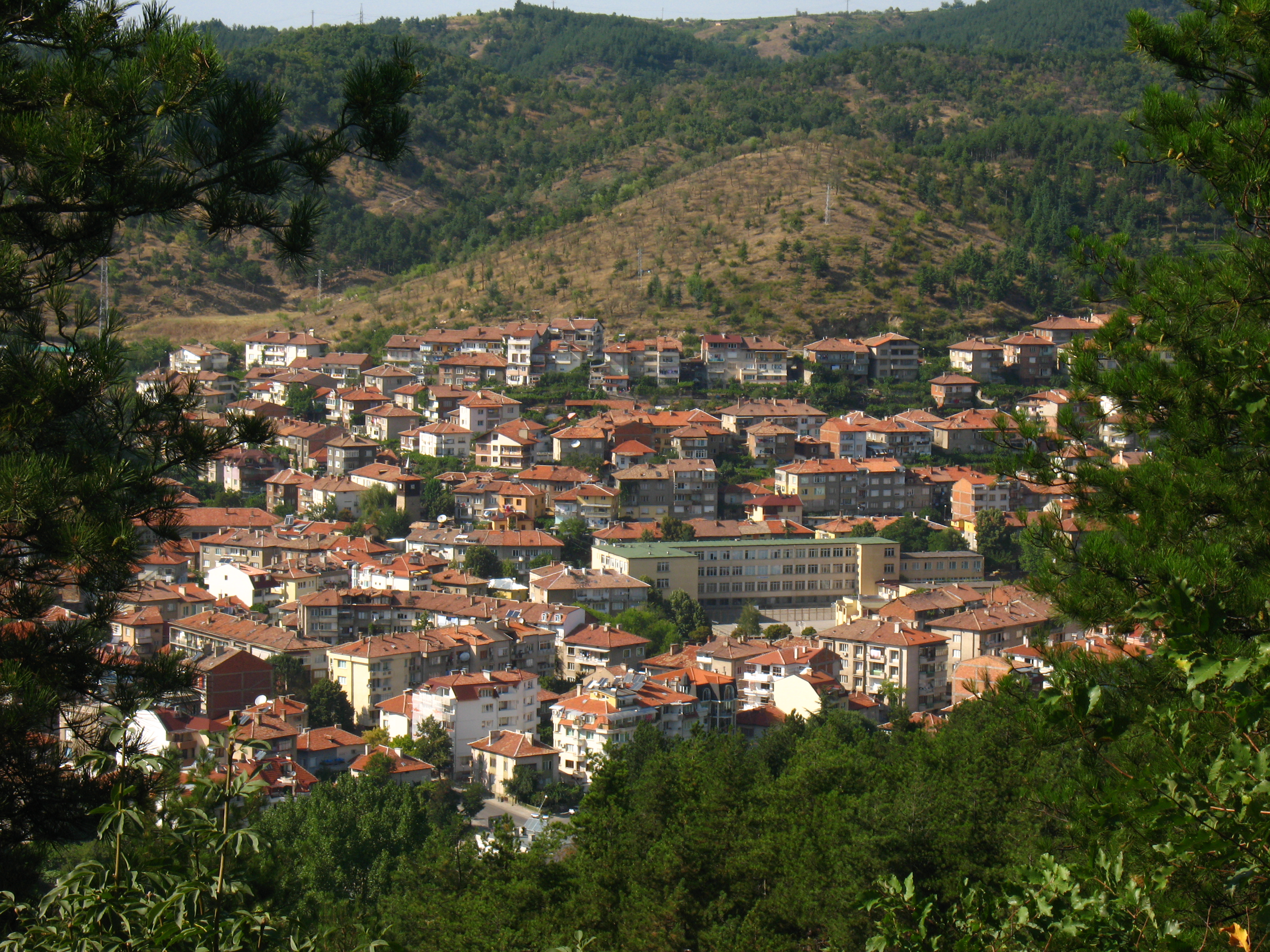
Vue sur la partie la plus élevée de la ville.
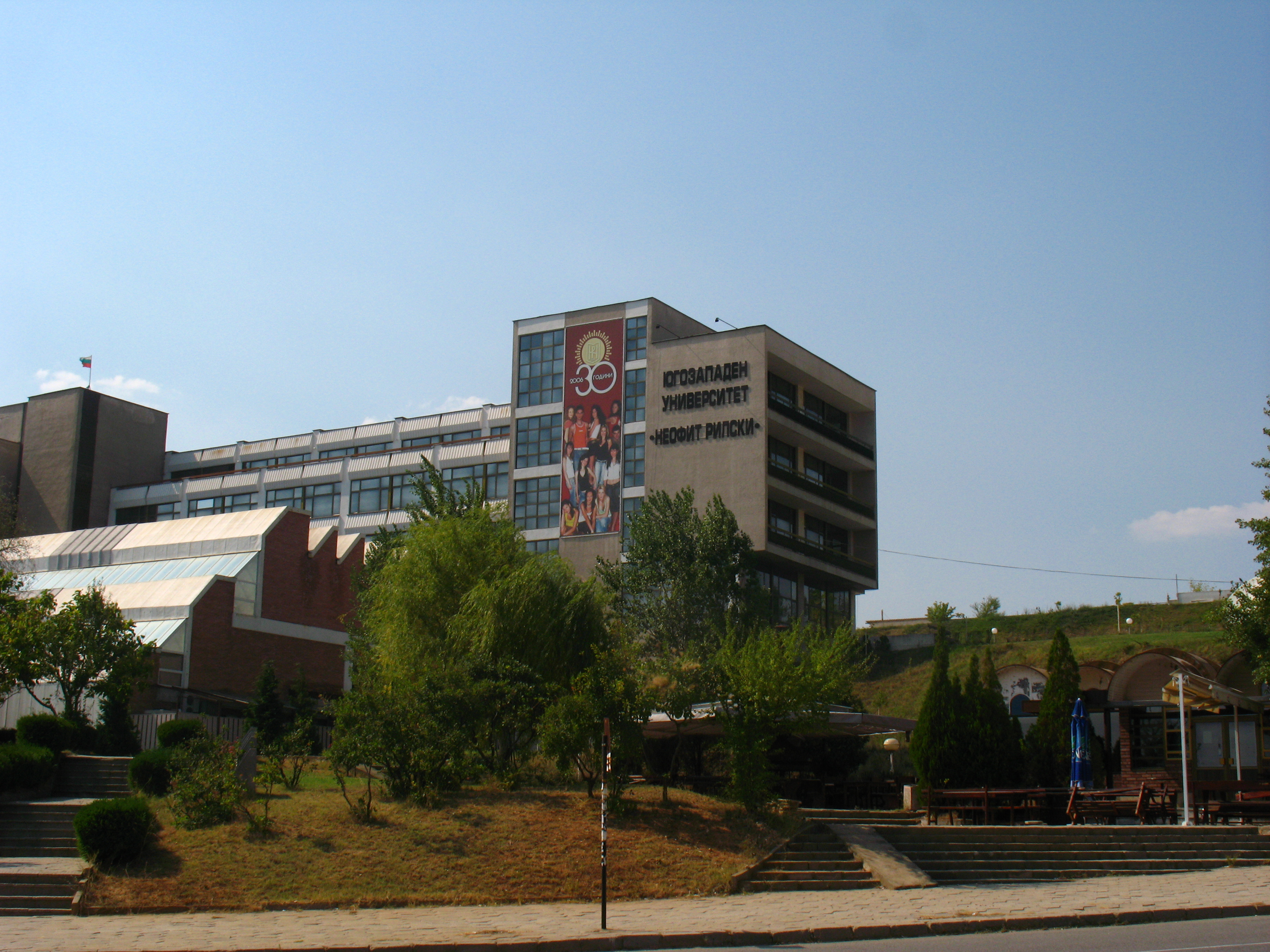
Une aile de l'université du sud-ouest - Néofite de Rila.
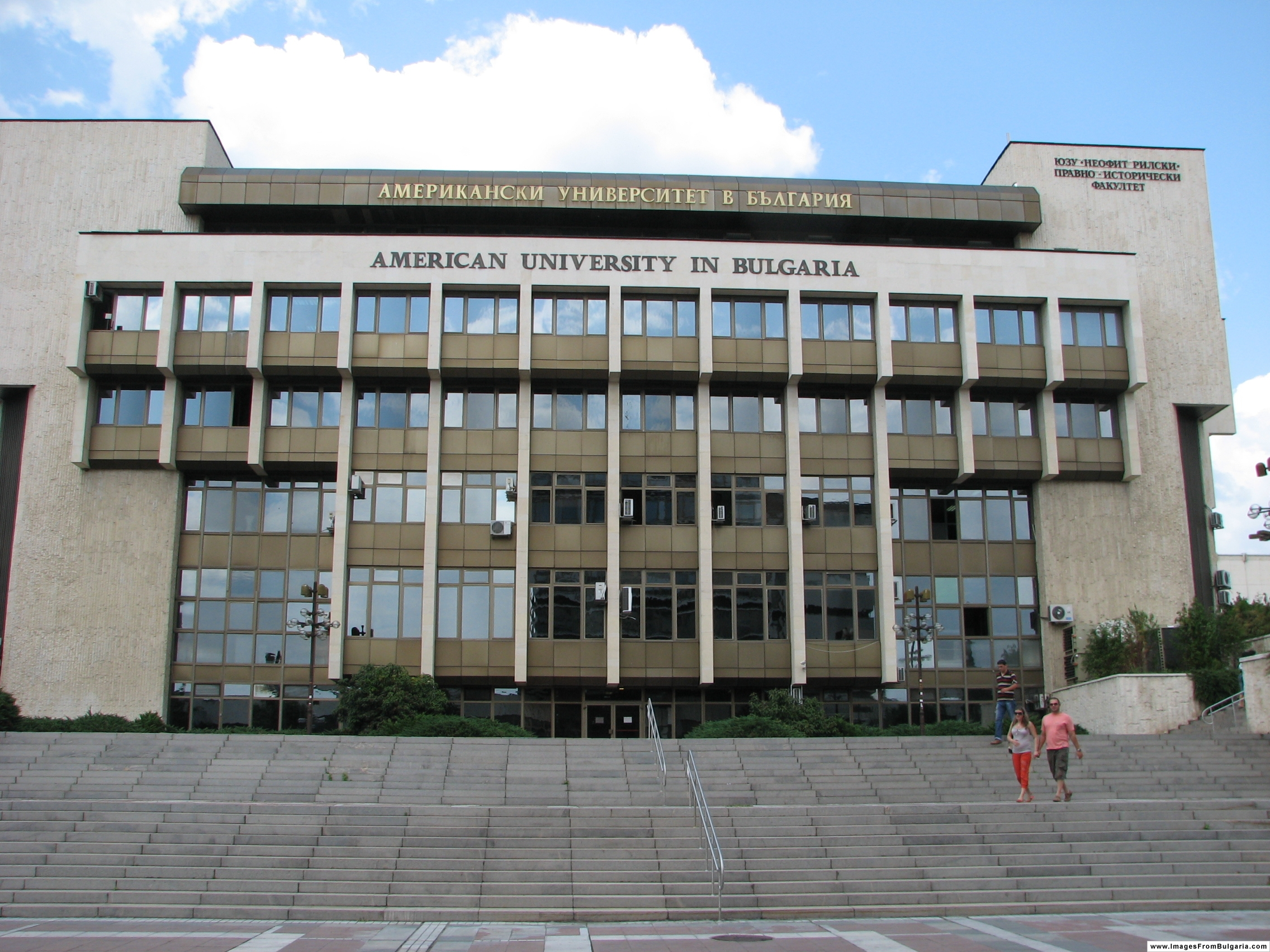
L'université américaine à Blagoevgrad.
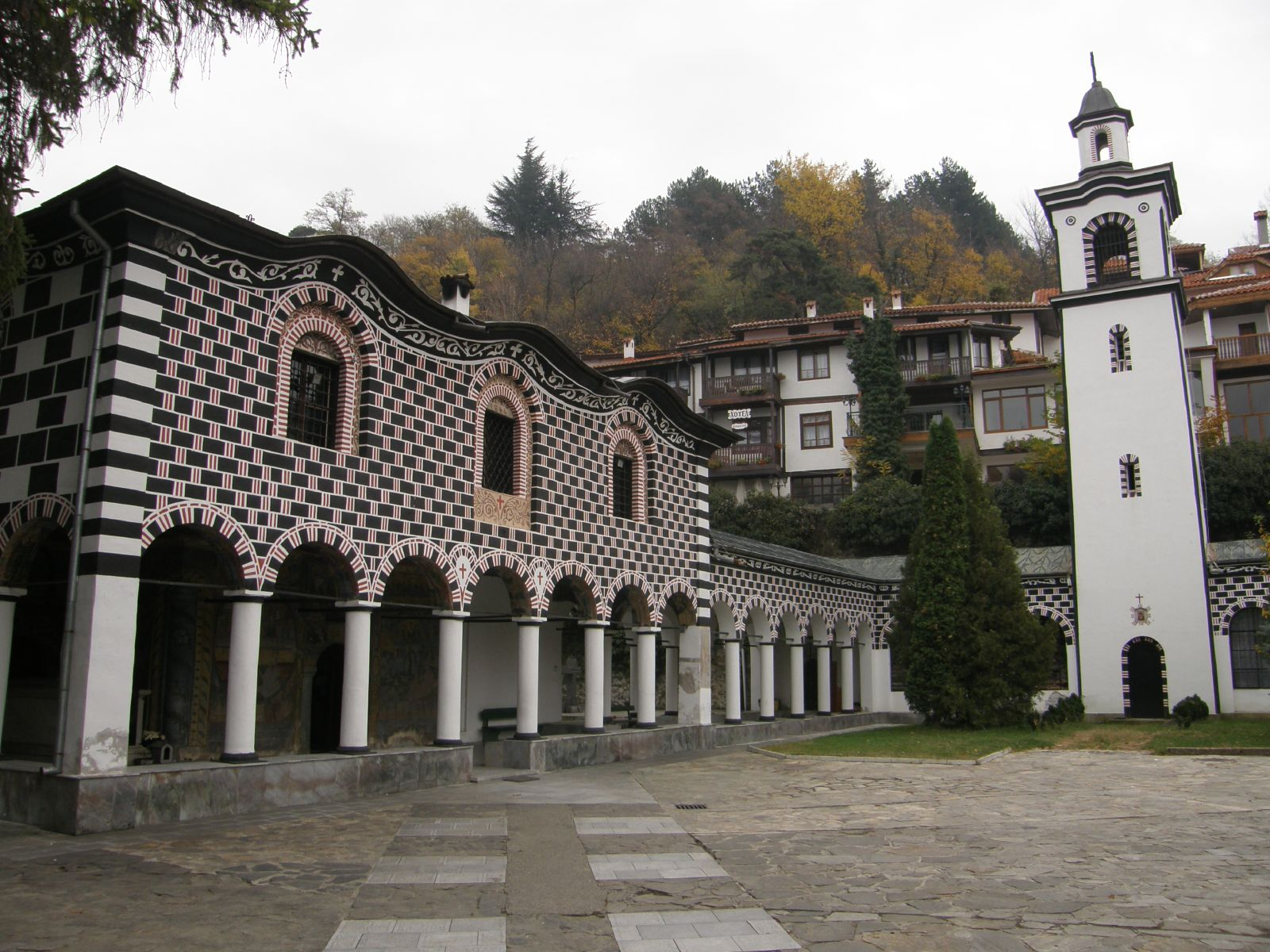
L'église Vavédénié Bogoroditchno (Présentation de la Mère de Dieu).